# Staffhorst
Staffhorst is een gemeente in de Duitse deelstaat Nedersaksen. De gemeente maakt deel uit van de Samtgemeinde Siedenburg in het Landkreis Diepholz. Staffhorst telt 504 inwoners.
De gemeente bestaat uit vier, niet zeer belangrijke, agrarisch gekenmerkte dorpjes en gehuchten, te weten Staffhorst, Dienstborstel, Harbergen en Üpsen. 

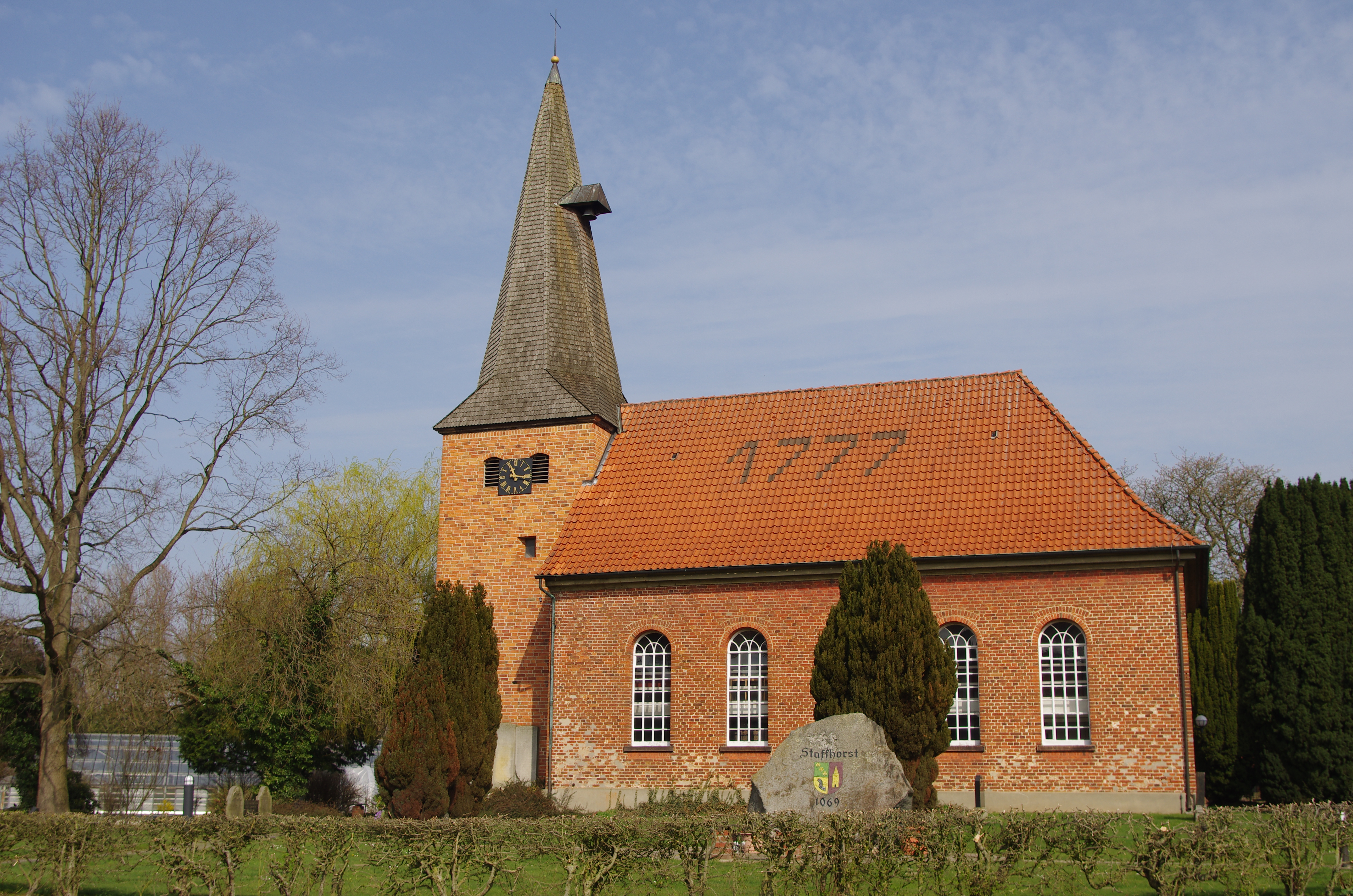
Kerkje te Staffhorst (1777)

- Gemeinsame Normdatei: 2112261-1
- Virtual International Authority File: 123846078